# プレスティッジ・レコード
プレスティッジ・レコード（Prestige Records）は、1949年にプロデューサーのボブ・ウェインストック（Bob Weinstock）によって設立されたアメリカ合衆国のジャズ・レコード会社およびレコード・レーベル。
1971年にファンタジー・レコードに買収され、その後、ファンタジーが2005年にコンコード・ミュージック・グループに吸収された。

## 沿革
- 1949年 ボブ・ウェインストックによってジャズ・レコード会社「ニュー・ジャズ（New Jazz）」がニューヨークにて設立された。翌年「プレスティッジ・レコード」に社名を変更。
- 1958年 ウェインストックは製作から離れる。替わってエズモンド・エドワーズ、ドン・シュリッテンやボブ・ポーター等がプロデュースを手がけるようになる。この頃から「ニュー・ジャズ（New Jazz）」「スウィングヴィル（Swingsville）」「ムーズヴィル（Moodsville）」などのレーベル名で多角化し始める。1960年代には「ブルースヴィル（Bluesville）」「フォークロア（Folklore）」などブルースやフォークもリリースし始めた。
- 1971年 ファンタジー・グループの傘下に吸収された。
- 1983年 ファンタジーがオリジナル・ジャズ・クラシックス（OJC:Original Jazz Classics）を発足、このレーベルよりカタログをリイシューし始める。
- 2005年 親元のファンタジー・レコードがコンコード・レコードに買収され、プレスティッジはコンコード・ミュージック・グループの一部となる。

## 主なアーティスト
- ジョン・コルトレーン
- セロニアス・モンク
- ソニー・ロリンズ
- マイルス・デイヴィス
- モダン・ジャズ・カルテット
- レッド・ガーランド
- エリック・ドルフィー
- パット・マルティーノ

## 参照
- レコード会社一覧